# Frank Fakaotimanava Lui
Frank Fakaotimanava Lui (ur. 19 listopada 1935 w Alofi, zm. 9 lipca 2021) – niueński polityk. Premier Niue od 9 marca 1993 do 26 marca 1999. Bezpartyjny. Odznaczony nowozelandzkim Order of Merit. Członek Zgromadzenia Niue (Niue Assembly) – parlamentu.